# Torpedo Fire
Torpedo Fire (с англ. — «Торпедный огонь») — компьютерная игра в жанре варгейм, созданная и выпущенная компанией «Strategic Simulations, Inc.» в апреле 1981 года для компьютера Apple II. Игра представляет собой пошаговое моделирование тактического морского боя между подводной лодкой и конвоем, состоящим из транспортных кораблей и эскортных эсминцев. Действие игры проходит во время Второй мировой войны. В режиме для одного игрока последний управляет конвоем. Два игрока могут играть друг против друга за одним компьютером, отдавая команды по очереди. В игре используется сочетание текстового и графического представления информации, в том числе псевдотрёхмерное представление игрового поля при виде из перископа подводной лодки. Возможно создание собственных сценариев моделируемых боевых действий.

## Игровой процесс
Torpedo Fire представляет собой симуляцию морского боя между надводными кораблями и подводной лодкой времён Второй мировой войны. В игре между двумя игроками один выполняет роль капитана подлодки, а второй командует конвоем и эскортом. Если игрок один, то он управляет конвоем и играет против компьютера. Поставка игры включает один предопределённый сценарий, в котором немецкая подводная лодка атакует конвой, состоящий из двух транспортных кораблей, танкера и двух эскортных эсминцев. Также игроки могли создавать собственные сценарии с использованием программы SSI Shipyards, размещая на игровом поле подводные лодки и корабли, принадлежащие Германии, США, Великобритании или Японии. В Torpedo Fire можно создавать и свои корабли.
Симуляция проводится только на тактическом уровне, когда игроку не требуется заботиться о логистических аспектах сражения, в частности, о запасах топлива и боеприпасов. За уничтожение кораблей или подводной лодки противника выдаются очки, число которых определяет исход сражения. Это стимулирует игроков к выбору более агрессивной тактики. Играющие по-разному наблюдают поле боя. Командир подводной лодки использует перископ, а командующий конвоем полагается на карту, на которой отображается информация, поступающая с гидролокаторов, радаров и получаемая путём визуального наблюдения.
Игра проходит в походовом режиме, каждый ход длится 60 секунд игрового времени. Перед началом хода игроки могут просмотреть карту, состояние своих кораблей и отдать им приказы. Предполагается, что каждый игрок видит только свою часть игрового интерфейса, а для предотвращения подглядывания предусмотрена парольная защита. Во время игры против компьютера он делает ход скрыто от игрока. После того, как оба игрока отдали приказы, компьютер производит расчёт движения и симуляцию боя, принимая во внимание характеристики кораблей, такие как их скорость и вооружение. Расчёт производится с шагом 3 секунды и может занимать несколько минут реального времени. После этого на экране отображаются результаты хода.
Игра предъявляет довольно высокие требования к навыкам игрока. Он должен уметь оценивать и вычислять расстояние до противника, его курс и скорость, планировать наперёд передвижение кораблей и применение оружия, а также выбирать оптимальную скорость передвижения с учётом эффективности действия гидролокатора и вероятности поражения противником (увеличивающихся на малой скорости). Начинающие игроки имеют возможность включить подсказку, в которой отображается расстояние от подводной лодки до детонировавшей глубинной бомбы в случае, если взрыв произошёл менее чем в 250 ярдах. Для командира конвоя доступен предпросмотр выполнения приказов.
Компьютерный противник «Otto von Computer» (с англ. — «Отто фон Компьютер») довольно силён и способен производить торпедные атаки с разных расстояний и углов, всплывать для использования надводного орудия и передвигаться малым ходом для того, чтобы избежать обнаружения гидролокаторами. Подводная лодка компьютерного противника размещается в случайном месте карты (в отличие от сражения между игроками, где её местоположение жёстко задаётся в сценарии), что, с одной стороны, усложняет задачу игрока, а с другой, в некоторых случаях может сделать невозможным перехват конвоя, что приводит к неизбежному проигрышу компьютера.

## Графика

Вид из перископа подводной лодки: в середине виден танкер, слева и справа — транспорты, на заднем плане — корабль эскорта.

В игре комбинируется графическое и текстовое представление информации: первое используется для отображения положения кораблей, а второе — для информации об их статусе. В интерфейсе командира конвоя используется вид сверху: на карте с сеткой отображается положение кораблей, типы которых можно различить по их контуру. Командир подводной лодки видит игровую ситуацию через «перископ»: используется трёхмерная графика с перспективными искажениями. В этом виде типы кораблей также можно определить по их очертаниям. Кроме того, может использоваться радар, который особенно полезен в ночных сценариях, так как имеет бо́льшую дальность обнаружения. Графически он изображается как круг со сканирующим радиусом, высвечивающим точки, соответствующие местонахождению кораблей (или ложным целям).
В целом графика игры, а особенно псевдотрёхмерный вид через перископ, находились на вполне достойном уровне по сравнению с аналогичными играми того же периода.

## Разработка и выпуск
Основным разработчиком игры был Джон Лайон, а Джоэл Биллингс занимался преимущественно маркетингом и продажами. В руководстве пользователя разработчики указывали, что источником вдохновения для них послужили такие настольные игры, как Submarine, выпущенная Avalon Hill, и Up-Scope Fire, изданная Simulations Publications. Игра была написана на Applesoft BASIC с использованием собственной операционной системы. Для отображения трёхмерной графики использовался инструментарий 3-D Graphics System and Game Tool, написанный в 1980 году Биллом Баджем. Части игры, отвечавшие за отображение графики, были написаны в первую очередь. Затем дело дошло до основных элементов игрового процесса. Лишь после того, как была разработана и отлажена отвечающая за них программа, автор приступил к изучению исторических документов, чтобы обеспечить соответствие действительности характеристик присутствующих в игре кораблей и вооружений. Включая их в игру, Джон Лайон стремился найти баланс между исторической достоверностью, позволяющей игроку почувствовать ограничения военной техники периода Второй мировой, и играбельностью. Игроку были предоставлены широкие возможности по модификации характеристик кораблей и созданию собственных сценариев.
Torpedo Fire была выпущена в апреле 1981 года. В комплект поставки входили книга правил, справочные карточки, планшеты, транспортир и два фломастера.

## Восприятие
В обзоре, опубликованном в первом номере журнала Computer Gaming World, Боб Проктор охарактеризовал Torpedo Fire как игру с «отличным дизайном», несмотря на некоторые недоработки (такие как постоянно происходящие столкновения кораблей или поворачивающиеся при смене угла зрения трёхмерные модели кораблей, видимые в перископ), которые, по его мнению, не помешали игре быть «интересной и захватывающей» и «лучшим симулятором противостояния подводной лодки и эсминца». В то же время, он отметил недостаточное качество программы разработки собственных сценариев, не содержащей достаточного количества проверок правильности вводимых игроком данных, а также невозможность играть против компьютерного противника в роли капитана подводной лодки. Также как недостаток он отметил использование собственной операционной системы, не являющейся полнофункциональной и не позволяющей удалять файлы сценариев и переносить их с диска на диск. Спустя год Проктор опубликовал два сценария для игры: в первом американская подводная лодка должна была пересечь пролив Бунго, патрулирующийся японскими кораблями, а во второй был посвящён перехвату повреждённого японского авианосца Сёкаку, буксируемого для ремонта.
Иное мнение об игре высказал Форрест Джонсон в обзоре для журнала The Space Gamer. По его словам, несмотря на «прекрасную» графику, Torpedo Fire имеет существенные недостатки. В частности, присутствуют раздражающие игрока ошибки, в том числе приводящие к «вылету». Он отметил необходимость обращаться к тригонометрическим формулам для стрельбы из пушек. Кроме того, недостатком игры он счёл дисбаланс между игровыми условностями и реализмом: с одной стороны, как глубинные бомбы, так и торпеды попадают в цель слишком редко, в результате чего игроки большую часть времени «глушат рыбу»; с другой стороны, условия выигрыша не являются реалистичными, поскольку командир конвоя получает очки не за сохранение в целости своих кораблей, а за потопление подводной лодки. В целом он расценил игру как «поворот не туда».
В книге The Book of Apple Computer Software 1982 игру назвали «длинной, медленной и скучной, но с вкраплениями держащего в напряжении азарта». В обзоре перечисляются многочисленные недоработки игры и предлагаются возможные улучшения. Как итог, автор заключает, что оптимизированная и улучшенная версия игры могла бы быть хорошим продуктом, но в текущем виде игре далеко до лучших представителей жанра, таких как Computer Air Combat.
Наконец, в обзоре варгеймов, опубликованном в журнале Tilt в 1984 году, Torpedo Fire признаётся одной из самых интересных игр военно-морской тематики, принадлежащих к данному жанру, причиной чему является наличие трёхмерной графики, что нетипично для времени выхода игры, а также возможности создания собственных сценариев. В итоге игре был присвоен рейтинг интересности 5 из 6.